# Ban Kam
Ban Kam es una comuna (khum) del distrito de Prey Kabbas, en la provincia de Takéo, Camboya. En marzo de 2008 tenía una población estimada de 7048 habitantes.
Se encuentra ubicada al sur del país, en la llanura camboyana, cerca del río Mekong y de la frontera con Vietnam.